# 12 juillet 1976
Le lundi 12 juillet 1976 est le 194e jour de l'année 1976.

## Naissances
- Abasse Ba, joueur de football sénégalais
- Andrei Mikhnevich, athlète biélorusse spécialiste du lancer du poids
- Anna Friel, actrice britannique
- Dan Boyle, joueur de hockey sur glace canadien
- Dave Bruylandts, coureur cycliste belge
- David Barnes, joueur de rugby
- Guillaume Gille, handballeur français
- Kyrsten Sinema, femme politique américaine
- Laurence Brize, tireuse sportive française
- Rafał Bigus, joueur de basketball polonais
- Tracie Spencer, chanteuse, actrice et mannequin américaine

## Décès
- Buddy Featherstonhaugh (né le 4 octobre 1909), saxophoniste et clarinettiste de jazz, chef d'orchestre, également ancien pilote automobile anglais
- Clarisse Francillon (née le 26 janvier 1899), écrivaine suisse
- Dmitri Ziouzine (né le 1er novembre 1921), aviateur soviétique
- Franklyn Marks (né le 31 mai 1911), compositeur et arrangeur sonore américain
- Herbie Lilburne (né le 16 mars 1908), joueur de rugby
- James Wong Howe (né le 28 août 1899), directeur de la photographie et réalisateur américain d'origine chinoise

## Événements
- Sortie du film Colère froide
- Publication du roman Nécropolis d'Herbert Lieberman